# Camponotus arminius
Camponotus arminius é uma espécie de inseto do gênero Camponotus, pertencente à família Formicidae.